# Christian Münchinger
Christian Münchinger (* 22. November 1969 in Zürich) ist ein Schweizer Tenor- und Sopransaxophonist des Modern Jazz.

## Leben und Wirken
Münchinger begann im Alter von acht Jahren Klavier und Blockflöte zu spielen; mit 16 Jahren wechselte er zum Saxophon. Nach erstem Unterricht bei Philipp Mall an der Jazzschule Zürich, studierte er bis zum Diplom an der Swiss Jazz School bei Andy Scherrer. Hinzu kamen Workshops und Unterricht bei Joe Lovano, Jerry Bergonzi und David Liebman und 2002 ein sechsmonatiger Weiterbildungsaufenthalt in New York City.
Münchinger spielte zunächst im Jon Hamnond-Barry Finnerty Quartet; mit der SJS Big Band trat er beim Jazz Festival Montreux und den Festivals in Bern und Cully ebenso wie in nordamerikanischen Clubs wie dem Birdland auf. Seit 1996 ist er in Europa mit seiner eigenen Band unterwegs. Von 1998 bis 2001 war er zudem Mitglied des Zurich Jazz Orchestra; mit dem Europlane Orchestra war er auch in Italien unterwegs. Er ist auch auf Alben mit den Nameless Big Band und von Gabriela Krapf zu hören. Weiter spielte er mit Franco Ambrosetti, Vince Benedetti, Peter Bernstein, George Gruntz, Bert Joris, Roberto Ottaviano, Sandy Patton, George Robert, Roman Schwaller, Clark Terry und James Zollar.

## Preise und Auszeichnungen
Münchinger erhielt für Konzerte und Tourneen Stipendien von Pro Helvetia, Migros-Kulturprozent sowie den Popkredit der Stadt Zürich. 1996 wurde er mit dem Hazy auf dem Jazz Festival Zollikon/Zürich für die beste Jazzformation geehrt. 1998 wurde er von der International Association for Jazz Education für seine outstanding musicianship gewürdigt. 2001 wurde ihm der Montreux Jazz Chrysler Award verliehen.

## Diskographische Hinweise
- Christian Münchinger Quintet Five of Kind (1995)
- Live at Moods (Mons Records, 1999)
- Nimbus Dance (Mons Records, 2002)
- Balanced Action (TCB Records, 2006)
- The Glance (TCB Records, 2010)

## Lexigraphische Einträge
- Bruno Spoerri (Hrsg.):  Biografisches Lexikon des Schweizer Jazz CD-Beilage zu: Spoerri, Bruno (Hrsg.): Jazz in der Schweiz. Geschichte und Geschichten. Chronos-Verlag, Zürich 2005, ISBN 3-0340-0739-6